# Baja California (poluotok)
Baja California ili Donja Kalifornija (engleski: Lower California) je poluotok u sjeverozapadnom dijelu Meksika. Na zapadu i jugu njegove obale su vode Tihog oceana dok je na istoku Kalifornijski zaljev. Od kontinentalnog dijela Meksika odvojeno je donjim tokom rijeke Colorado.
Poluotok se proteže od grada Mexicalia na sjeveru do grada Cabo San Lucasa na jugu, u dužini od oko 1.250 km, dok je prosječna širina oko 225 km (širina varira od 40 kilometara na najužem do 320 km na najširem dijelu). Ukupna površina poluotoka je 143.396 km². Poluotok ima 3.000 km obale, a oko njega se nalazi 65 otočića. Klima je sušna, te postoje četiri glavna pustinjska područja na poluotoku: San Felipe, Centralna obala,  Vizcaíno i Magdalenina ravnica. Na poluotoku i susjednim otocima se nalazi nekoliko vulkana.
U administrativnom pogledu teritorija poluotoka je podeljena između dvije savezne države Meksika Baja Californije koja je na sjeveru i Baja Californije Sur na jugu.
Sredinom 18. stoljeća hrvatski isusovački misionar Ferdinand Konščak proslavio se kao istraživač ovog poluotoka, dokazavši, između ostalog, da je Donja Kalifornija poluotok. 